# Jasoninsel
Die Jasoninsel (auch bekannt als Dallmann-Nunatak) ist eine Insel vor der Ostküste Grahamlands auf der Antarktischen Halbinsel, die auch als Nunatak beschrieben wurde. Sie liegt 8 km nördlich des Bruce-Nunatak in der Gruppe der Robbeninseln.
Kartiert wurde sie 1902 von Teilnehmern der Schwedischen Antarktisexpedition (1901–1903). Otto Nordenskjöld, Leiter der Expedition, nannte sie Dallmann-Nunatak, nach dem deutschen Antarktisforscher Eduard Dallmann (1830–1896). Namensgeber des Originalnamens Jasoninsel (im deutschen Sprachraum bevorzugte Benennung) ist das Schiff Jason des norwegischen Walfängers und Antarktisforschers Carl Anton Larsen, Entdecker der Robbeninseln.